# Pearl River Tower
La Pearl River Tower (en chino simplificado, 珠江大厦) es un rascacielos de estilo neofuturista diseñado para ser un edificio energéticamente eficiente, ubicado en el cruce de la calle Jinsui con la Avenida Zhujiang Oeste, en el distrito de Tianhe, Guangzhou, China. El diseño y la estructura han sido desarrollados por el estudio de arquitectura estadounidense, Skidmore, Owings and Merrill, con Adrian D. Smith y Gordon Gill como arquitectos. La construcción de la torre comenzó el 8 de septiembre de 2006 y finalizó en 2013.

## Diseño

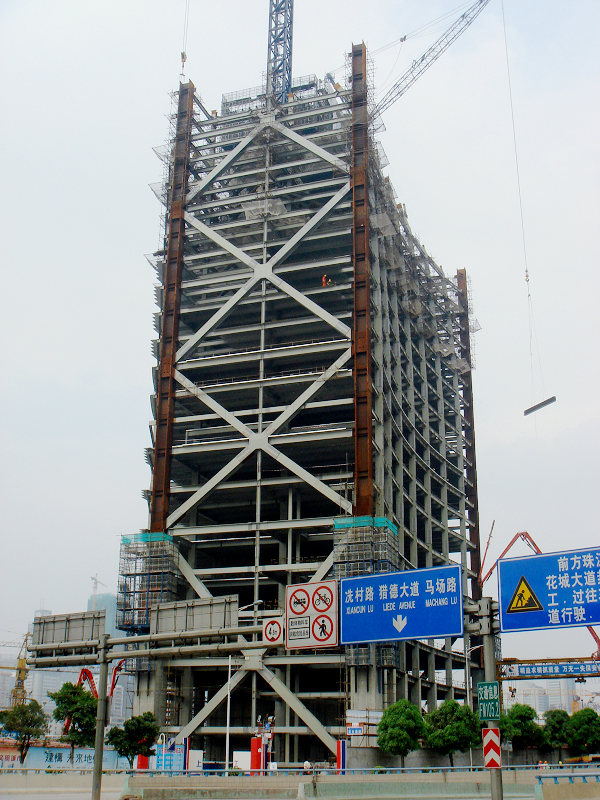
En proceso de construcción, año 2009.

El diseño de la Pearl River Tower pretende asentarse como un nuevo estándar para los futuros rascacielos: Es una estructura diseñada en armonía con su entorno que extrae energía de las fuerzas naturales y fuerzas pasivas que rodean al edificio. Uno de los mayores logros radica en la integración de forma y funcionalidades tanto naturales como artificiales en un acercamiento al diseño holístico de ingeniería y arquitectura.

### Sostenibilidad
El edificio fue diseñado con la idea de reducir el consumo de energía y autoabastecerse parcialmente, incluyendo para ello generadores eólicos y colectores solares, paneles fotovoltaicos, ventilación por medio de pisos elevados, y sistema de enfriamiento y calentamiento de techo radiante. Es uno de los edificios más respetuosos con el medio ambiente en el mundo.
Las características de sostenibilidad de la torre incluyen, con respecto a otros edificios similares, ser:
- El mayor edificio con climatización por techo radiante del mundo.[3]
- El rascacielos más eficiente del mundo.
- La torre es un ejemplo del objetivo de reducción de la cantidad de emisiones de dióxido de carbono por unidad de PIB para el año 2020 de entre el 40% y 45% comparándolos con niveles del año 2005.[4]

### Progreso
- 2005: Finalización del diseño.
- 8 de septiembre de 2006: Ceremonia de inicio de obras.
- Noviembre de 2006: Comienzan las obras de acondicionamiento de terreno.
- 18 de julio de 2007: Subasta pública de adquisición.[5]
- Enero de 2008: Comenzó la construcción del edificio principal a (-26,2 m).
- Agosto de 2008: El núcleo de hormigón del edificio alcanzó el nivel del suelo (0 m).
- Abril de 2009: Piso 15 (80,6 m).
- Noviembre de 2009: Comienza la instalación de los cerramientos de cristal exteriores.
- Diciembre de 2009: El edificio llegó a la altura de la turbina eólica superior.
- 28 de marzo de 2010: Altura máxima.[6]